# Zinnendorf Ritus
De Zinnendorf Ritus is een gradenstelsel in de vrijmetselarij dat werd ontwikkeld in het laatste kwart van de achttiende eeuw door Johann Wilhelm Kellner von Zinnendorf (1731–1782). De ritus was gebaseerd op de Zweedse Ritus en bevatte elementen van de Strikte Observantie. Vanaf 1773 werd de ritus officieel ingevoerd door de Große Landesloge der Freimaurer von Deutschland (GLL), die Zinnendorf oprichtte met de steun van Frederik de Grote.

## Kenmerken
Net als de Zweedse Ritus bouwt de Zinnendorf Ritus voort op de drie basisgraden van de vrijmetselarij (Leerling, Gezel, Meester), maar voegt daar een hiërarchie van hogere graden aan toe, georganiseerd in drie hoofddelen: St.-Jansloges, St.-Andreasloges en een Kapittel. Het precieze aantal graden in de Zinnendorf-structuur was beperkter dan in de Zweedse Ritus (die tien graden kent), maar behield de progressieve opbouw zonder neven- of bijgraden.
De ritus kenmerkt zich door:
- nadruk op christelijk-trinitarisch geloof als toelatingseis;
- mystieke en plechtige sfeer tijdens de rituelen, in contrast met de meer informele stijl in veel Engelse loges;
- gebruik van catechismussen en morele lessen per graad, waarbij kandidaten schriftelijk hun kennis van de vorige graad moesten aantonen;
- lezing van de ritualen door een Orator in plaats van woord voor woord uit het hoofd leren;
- ridderlijke graden, zoals Ridder en Commandeur van het Rode Kruis, als hoogste eerbetoon buiten de reguliere gradenstructuur.

## Symboliek

Het rode kruis, in Scandinavië bekend als het Kruis van Sint-Joris, is een veelgebruikt symbool van de vrijmetselarij in de Zweedse Ritus.

Net als in de Zweedse Ritus is het rode Kruis van Sint-Joris een veelgebruikt symbool van de Zinnendorf Ritus, naast het internationaal-bekende Passer en Winkelhaak. Ook in de Zinnendorf-variant speelden heraldiek en persoonlijke wapenschilden voor hogere graden een rol.

## Historische context
De Zinnendorf Ritus kwam voort uit de Zweedse Ritus, die in de jaren 1750–1760 was ontwikkeld door Carl Friedrich Eckleff en verder werd gesystematiseerd door hertog Karel van Södermanland (de latere Karel XIII van Zweden). Deze Zweedse Ritus kende een geïntegreerd gradenstelsel en een uitgesproken christelijk karakter. Zinnendorf nam veel van de rituele structuur over, maar paste deze aan voor de Duitse context en maakte het systeem toegankelijk voor Pruisische officieren en burgerlijke elites.

### Internationale verbreiding en adoptie in Rusland
Na de oprichting van de Grosse Landesloge in 1773 groeide de ritus snel, vooral in Noord-Duitsland. In 1774 nam Frederik de Grote de bescherming van de GLL op zich. Vanuit Berlijn werd het systeem door de Pruisische vrijmetselaar Johann Gottfried von Reichell naar Rusland gebracht. Reichell vestigde zich in Sint-Petersburg, stichtte loges als Apollo (1771) en Harpokrates (1773), en wist in 1776 Ivan P. Elagin – tot dan toe hoofd van het Engelse systeem – te overtuigen zijn loges bij het zogeheten Zweeds-Berlijnse systeem aan te sluiten.
De adoptie was niet louter ritueel van aard, maar ook een vorm van acculturatie: hofcultuur, orthodoxe religieuze traditie en verlichtingsidealen werden gecombineerd met de hiërarchische en mystieke opzet van de ritus. De hogere graden met ridderlijke en bijbelse thema’s sloten aan bij de spirituele zoektocht van veel Russische vrijmetselaren, die morele verheffing zagen als onderdeel van hun maatschappelijke rol.
Er speelden ook machtspolitieke motieven: Zinnendorf streefde met steun van Frederik de Grote naar een eigen invloedssfeer in Rusland om de Engelse vrijmetselarij te verdringen, terwijl Elagin aansluiting bij het Pruisische netwerk zag als een bron van prestige en diplomatiek gewicht. Niet alle loges gingen hierin mee; sommige bleven het Engelse driegradensysteem volgen. De Russische variant van de ritus werd sterk gecentraliseerd, met strikte toelatingseisen voor belijdende christenen (trinitarisch), naar Scandinavisch voorbeeld. Dit exclusieve karakter versterkte de sociale homogeniteit van de loges, maar riep ook kritiek op van vrijmetselaren die pleitten voor een opener stelsel.

### Conflict met Engelse vrijmetselarij
De groei van het Zinnendorf-systeem leidde tot spanningen met de United Grand Lodge of England, die vond dat haar prerogatief om loges in het buitenland te erkennen werd ondermijnd. Ook was er inhoudelijke kritiek: het Engelse driegradensysteem werd als zuiverder en universeler beschouwd, terwijl het Zinnendorf-systeem te veel leunde op christelijke mystiek en rituele opsmuk. Rond 1778 werd een fragiele verzoening bereikt: Londen erkende de Duitse Große Landesloge als partner, onder de voorwaarde dat beide systemen elkaars autonomie zouden respecteren.